# Verola del mico
La verola del mico (també coneguda com verola del simi, pigota del simi, pigota de la mona o mpox) és una malaltia vírica poc freqüent que apareix principalment a l'Àfrica central i a l'Occidental. És produïda per un virus de la mateixa família que el de la verola. Afecta principalment els animals, però pot passar a l'ésser humà; és una zoonosi.
Els símptomes inclouen una erupció cutània que forma butllofes i després crostes, febre i ganglis limfàtics inflats. La malaltia sol ser lleu i la majoria de les persones infectades es recuperen. en unes poques setmanes sense tractament. El temps des del exposició fins a l'aparició dels símptomes oscil·la entre cinc i vint-i-un dies, i els símptomes solen durar entre dues i quatre setmanes. Tanmateix, els casos poden ser greus, especialment en nens, dones embarassades o persones amb un sistema immunitari deficient.
L'any 2022 se'n va detectar un brot a Europa, que ja havia tingut antecedents a l'Àfrica.
Durant l'any 2023 es va detectar un brot de clade I a la República Democràtica del Congo. A l'agost de 2024, s'ha estès a diversos països africans, fet que ha generat la preocupació que s'ha adaptat a una transmissió humana més sostinguda. El 14 d'agost de 2024, l'OMS va declarar aquest brot com a PHEIC. L'endemà va ser el primer cas a Suècia fora d'Àfrica.

## Origen
Es coneix com a verola del simi pel fet que va ser identificada per primera vegada el 1958 en simis de laboratori. Posteriorment, els exàmens de sang d'animals a l'Àfrica van revelar que altres animals també la podien contraure. Els científics van descobrir el virus que causa la pigota del simi en un esquirol africà, i van postular que aquests tipus d'esquirols podrien ser els hostes habituals de la malaltia. Les rates, els ratolins i els conills també poden contraure la malaltia. La primera infecció humana va ser descrita el 1970 a la República Democràtica del Congo. D'ençà d'aquell moment la majoria dels casos i dels brots s'han produït en aquest país.
El 2022 es produeix un brot de pigota del simi a Europa. El cas índex fou un britànic, que va presentar símptomes de la malaltia havent visitar Nigèria. El brot s'ha estès per diversos països, incloent-hi els Països Catalans.

## Signes i símptomes

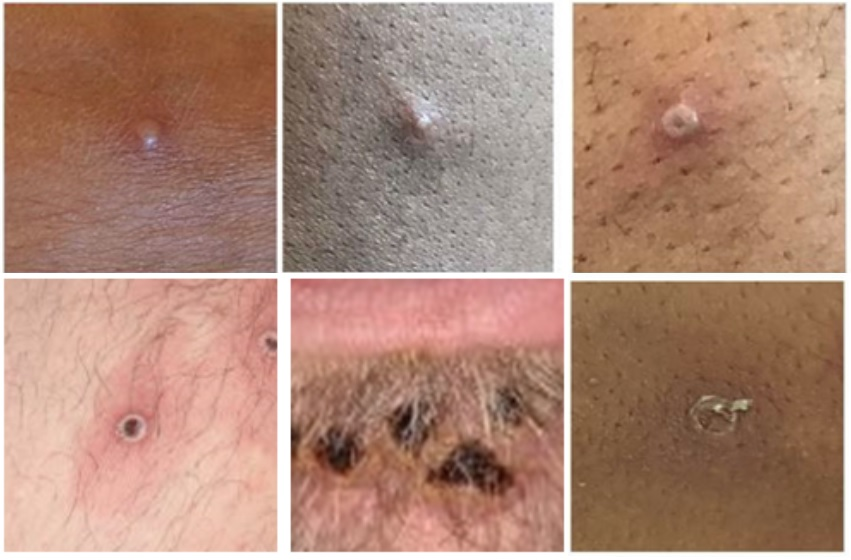
L'evolució de les lesions de la verola del simi

Els primers símptomes inclouen cefalea, miàlgies, febre i fatiga. És difícil de distingir la malaltia de la varicel·la, del xarampió i de la verola en estadis primerencs, però un signe clau és la presència de limfadenopaties, que solen aparèixer a prop de les orelles i de la mandíbula, al coll o a l'engonal, abans de l'aparició de l'erupció cutània. Al cap de pocs dies del començament de la febre, apareixen lesions a la cara i, després, en altres llocs com els palmells de les mans i les plantes dels peus, en una distribució centrífuga.
Tres quartes parts de les persones afectades tenen lesions als palmells de les mans i a les plantes dels peus, més de dos terços a la boca, un terç als genitals i una de cada cinc té lesions als ulls. Comencen com a petites taques planes, abans de convertir-se en pàpules, primer de contingut serós (transsudat) i més endavant de contingut purulent (exsudat), que posteriorment esclaten i formen crostes. El nombre i la mida de les lesions és molt variable entre individus.
A cada part del cos afectada, les lesions evolucionen en la mateixa etapa, El seu aspecte és idèntic al de la granellada de la verola. La persona afectada pot romandre indisposada de dues a quatre setmanes. a diferència del que passa en la varicel·la. Després de guarir, les lesions poden deixar marques pàl·lides abans de tornar-se fosques.
A les zones endèmiques de l'Àfrica hom ha notificat un contagi limitat de persona a persona.

## Causa
La malaltia és causada per un virus que pertany al mateix grup que el virus de la verola (VARV), el virus usat en el vaccí contra la verola (VACV) i el virus de la verola bovina (CPX).

## Transmissió
La pigota del simi pot ser transmesa per la manipulació de carn de bosc, per una mossegada o per esgarrapada d'animal, mitjançant líquids corporals, per objectes contaminats o mitjançant el contacte proper amb una persona infectada. Hom creu que el virus circula normalment entre certs rosegadors de l'Àfrica.

## Prevenció

### Vacunes
A l'estiu de 2022, hi ha dues vacunes previstes:
- Imvanex: dues dosis amb interval mínim de 28 dies. Vacuna autoritzada per l'AEM.
- Jynneos: dues dosis amb interval mínim de 28 dies. Vacuna autoritzada per la FDA als Estats Units.